# Johnny Green (basket-ball)
Pour les articles homonymes, voir Johnny Green et Green.
John M. Green, né le 8 décembre 1933 à Dayton (Ohio) et mort le 16 novembre 2023, est un joueur américain de basket-ball.

## Biographie
Intérieur issu de l'université d'État du Michigan, Green passe 14 saisons (1959 à 1973) en NBA, sous les couleurs des Knicks de New York, des Bullets de Baltimore, des Rockets de San Diego, des 76ers de Philadelphie, des Royals de Cincinnati et des Kansas City-Omaha Kings. Il compile 12 281 points et 9 083 rebonds en carrière et participe à quatre reprises au NBA All-Star Game (en 1962, 1963, 1965 et 1971).